# ΜPLAT
μPLAT（ミュープラット）とは、名古屋鉄道（名鉄）が展開する商業施設の名称である。

## 概要
名鉄名古屋本線 金山駅など複数の鉄道駅に併設されていて、鉄道を利用していなくても立ち入ることができる施設。

## 歴史
- 2014年（平成26年）9月 - 名鉄名古屋本線 金山駅の商業施設がμPLAT金山（ミュープラット金山）の名称でリニューアルオープン[1]。
- 2018年（平成30年）9月 - 名鉄犬山線 江南駅前にμPLAT江南（ミュープラット江南）がオープン[2]。
- 2018年（平成30年）10月 - 名鉄常滑線・空港線 常滑駅前にμPLAT常滑（ミュープラット常滑）がオープン[3]。
- 2020年（令和2年）7月 - 名鉄瀬戸線 大曽根駅前にμPLAT大曽根（ミュープラット大曽根）がオープン[4]。
- 2021年（令和3年）3月16日 - 名鉄名古屋本線・尾西線 名鉄一宮駅前にμPLAT一宮（ミュープラット一宮）がオープン[5][6][7]。
- 2021年（令和3年）7月21日 - 名鉄名古屋本線・常滑線 神宮前駅東口にμPLAT神宮前（ミュープラット神宮前）がオープン（meLiV神宮前に併設される商業棟　1階から4階に入居）[注 1][9]。

## 施設

### ミュープラット金山
コンセプトは、「身近だけど、少しワクワク、心が華やぐ！毎日“ぷらっと”立ち寄れる私の場所」。
店舗はコンコースの東側の1階、2階、西側の1階、2階、およびコンコース上にある。東側の1階の店舗の一部のみが改札内にあり（駅ナカ。ただし2023年3月現在エレベーター設置工事のため閉店中）、それ以外は改札外であり名鉄利用者でなくとも利用できる。東側の2階と西側の2階はつながっておらず、一度コンコースに降りる必要がある。名鉄の金山駅のホームは改札から1階降りた掘割上にあるが、ホームにあるコンビニなどの店舗はミュープラット金山には属していない。
2023年度の設備投資計画において、同年度にリニューアルを予定している。これに伴い、テナントが撤退した西側に新たなテナントが入る予定である。

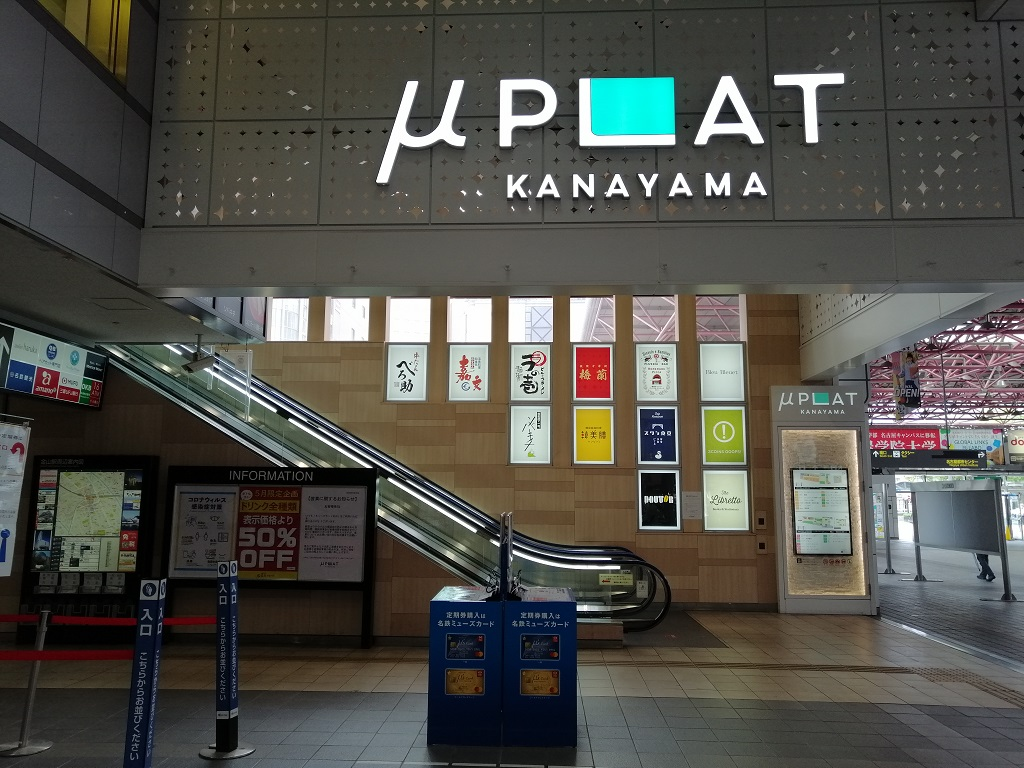
入口
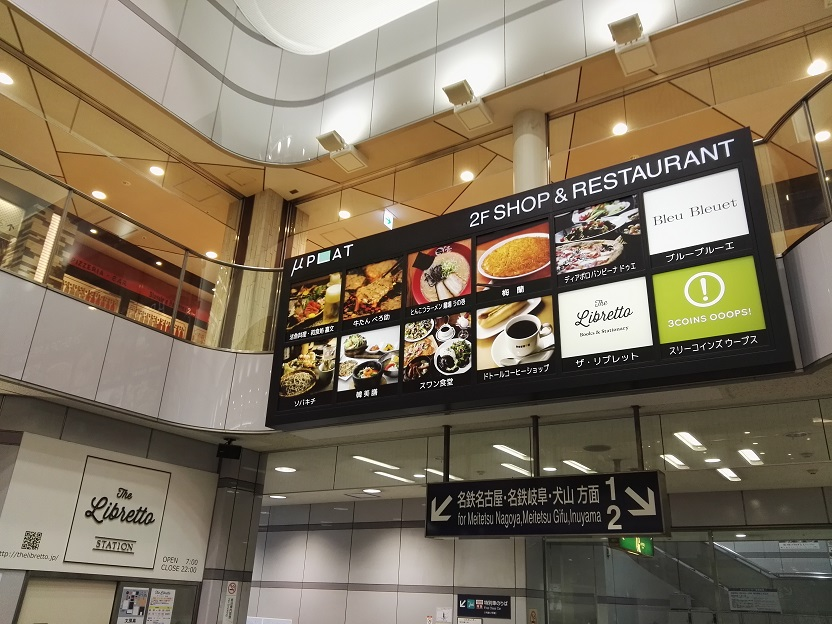
レストラン街
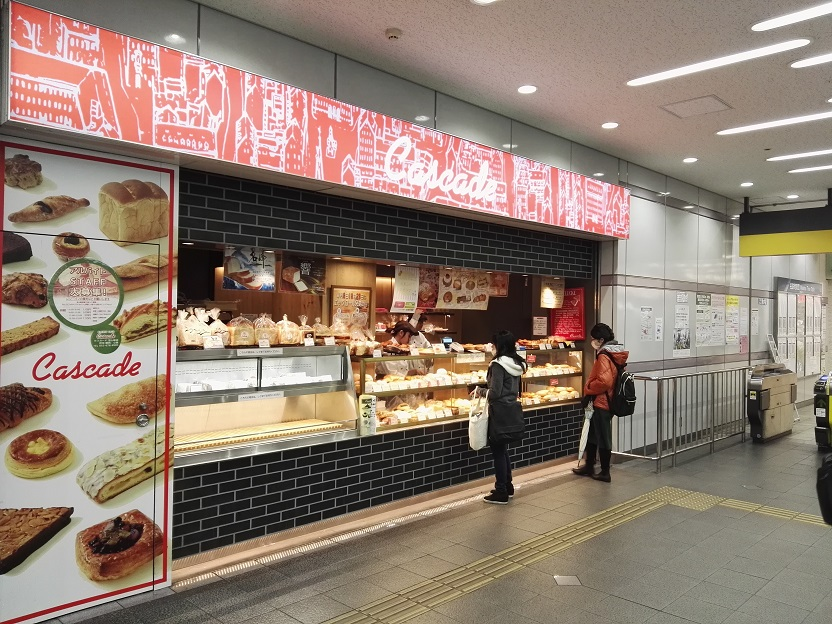
パン屋
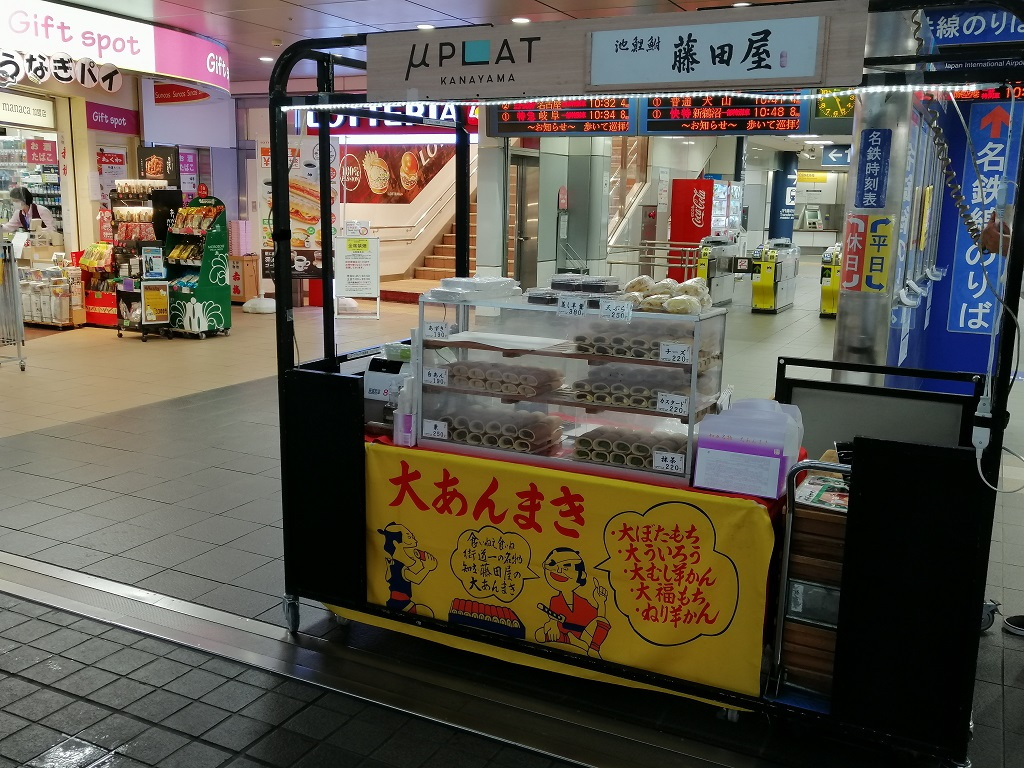
出張店舗の藤田屋

### ミュープラット江南
コンセプトは、 「日常に溶け込む少しオシャレな施設」。
店舗は江南駅駅舎の東西にある。西棟は1店舗のみだが、東棟は2階建てで、入居テナントは6店舗が入っている。

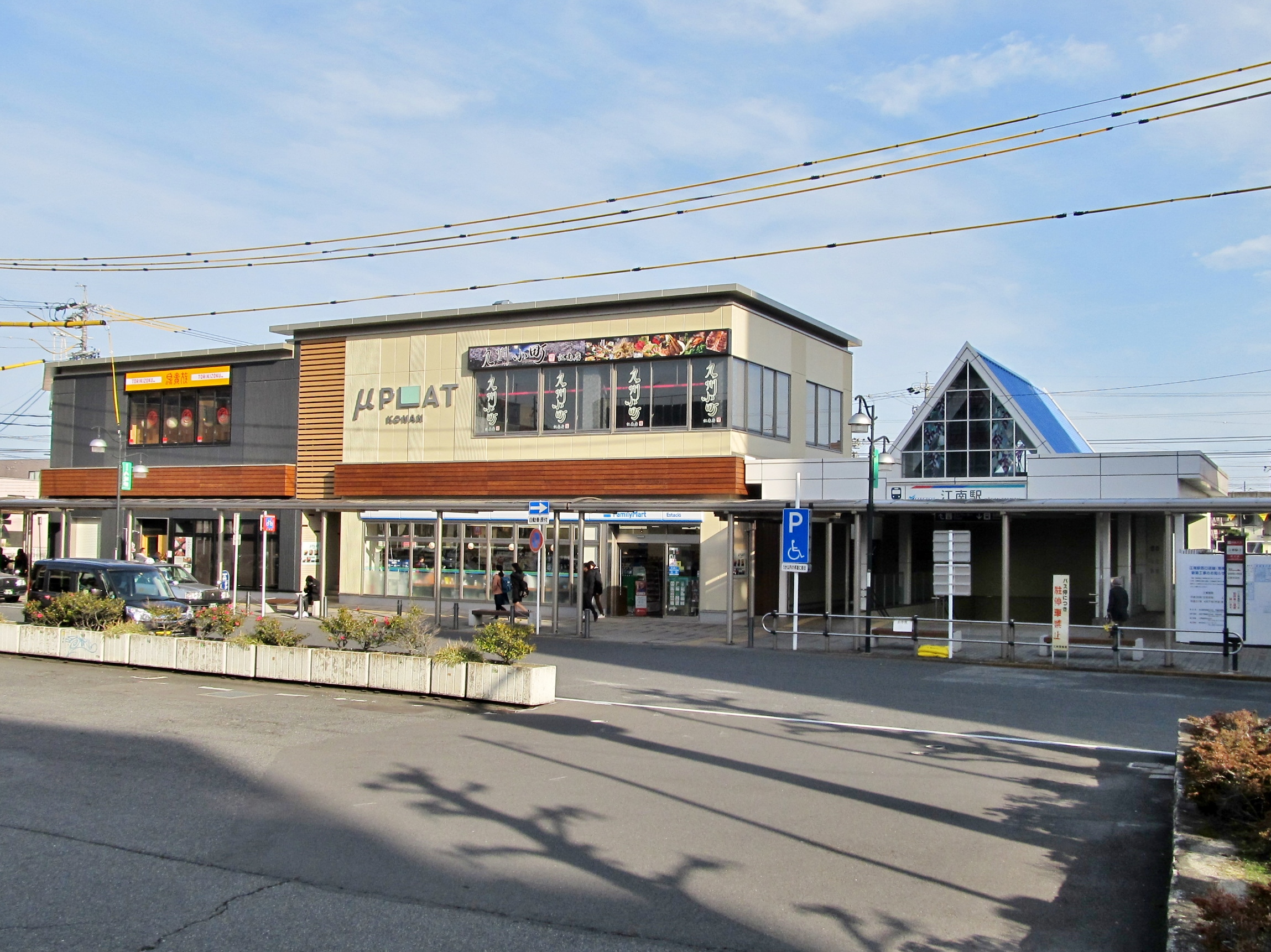
μPLAT江南
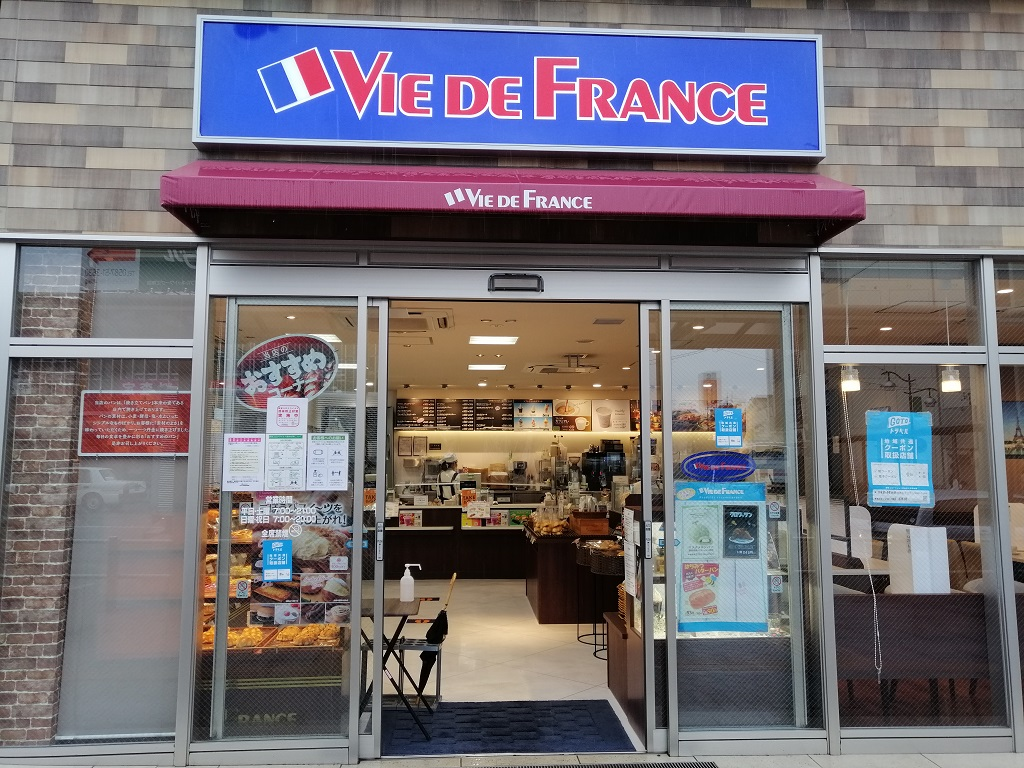
パン屋（閉店済）

### ミュープラット常滑
コンセプトは、「ほっと明かりが灯るまち 常滑」。
2012年（平成24年）8月16日に閉店した、食品スーパーマーケット「パレマルシェ」（元・名鉄パレ）常滑店の跡地に建設された。駅ビルはなく、平屋の入居テナントが5店舗建ち並んでいる。

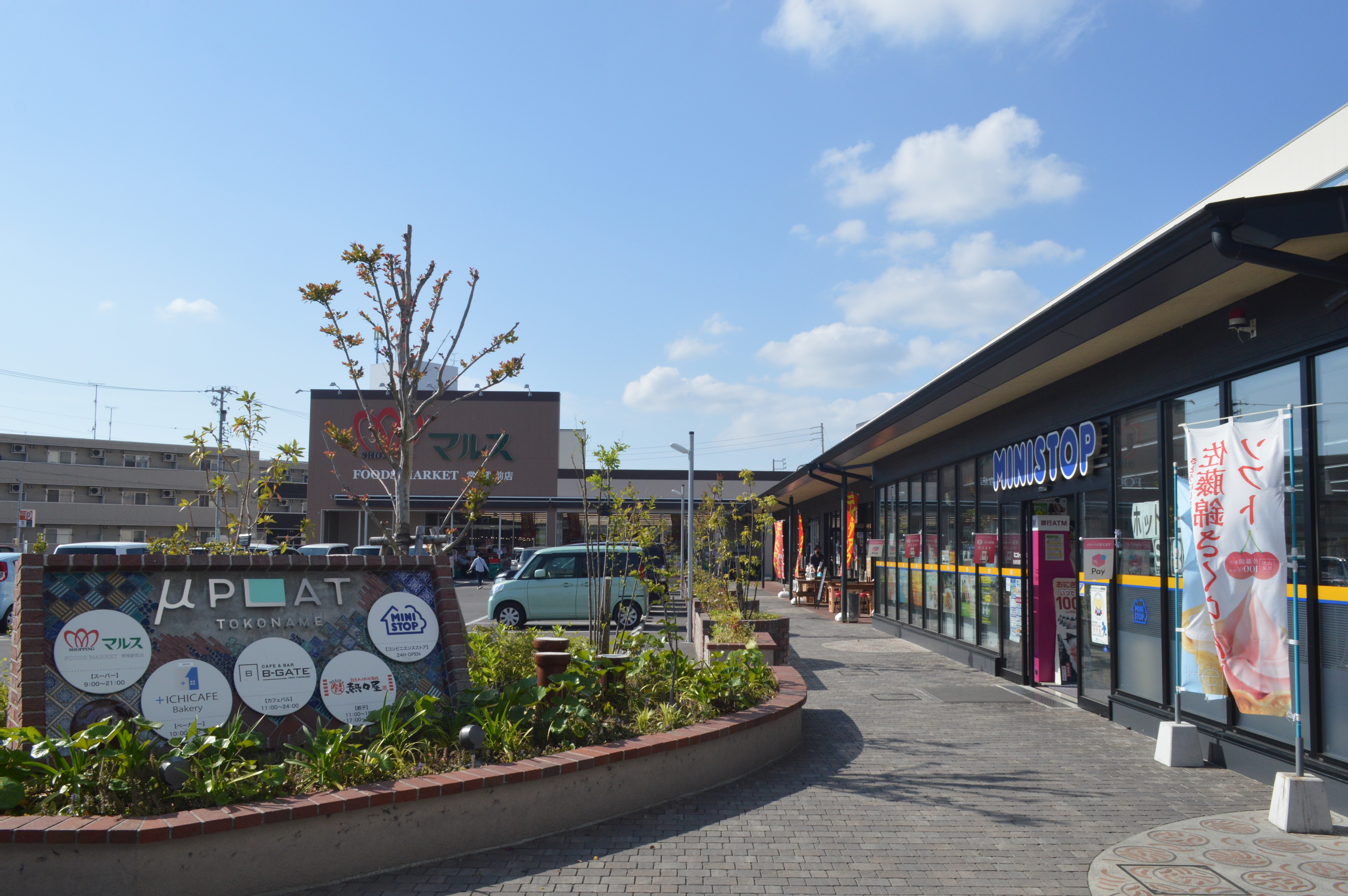
ミュープラット常滑

### ミュープラット大曽根
コンセプトは、 「あなたの日々に、ひとときを」。
入居テナントは1階、2階にある。2階の改札内や3階のホームには入居テナントはない。名古屋ステーション開発（JR東海グループ）の商業施設「アスティ大曽根」と隣接している。

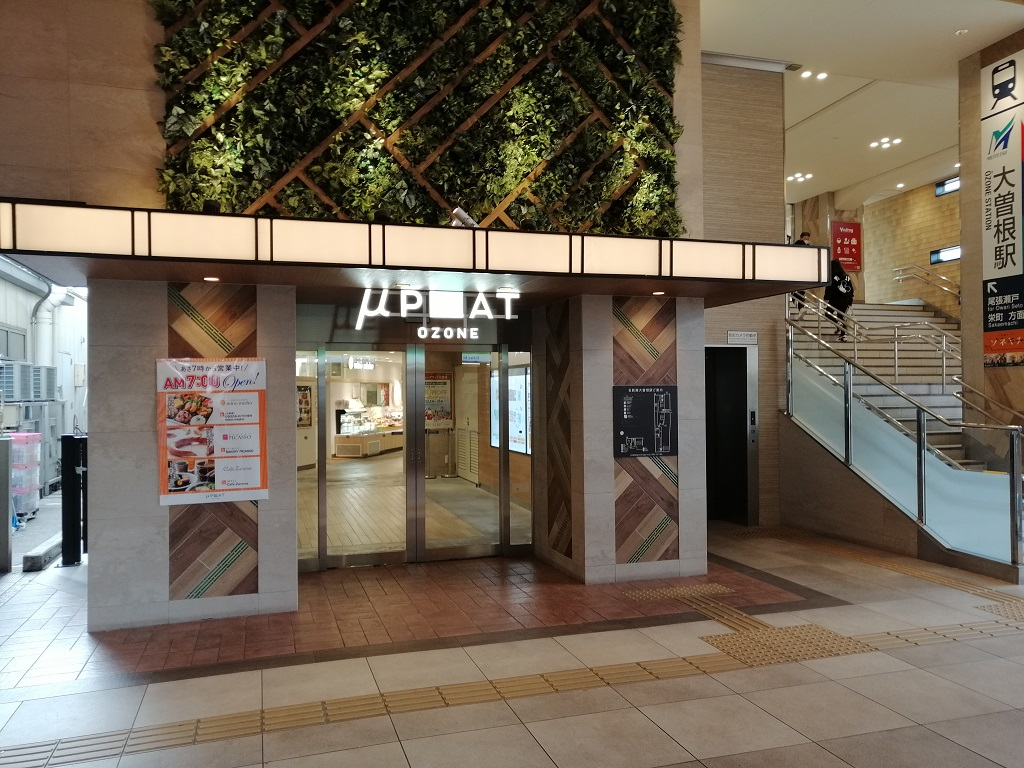
入口
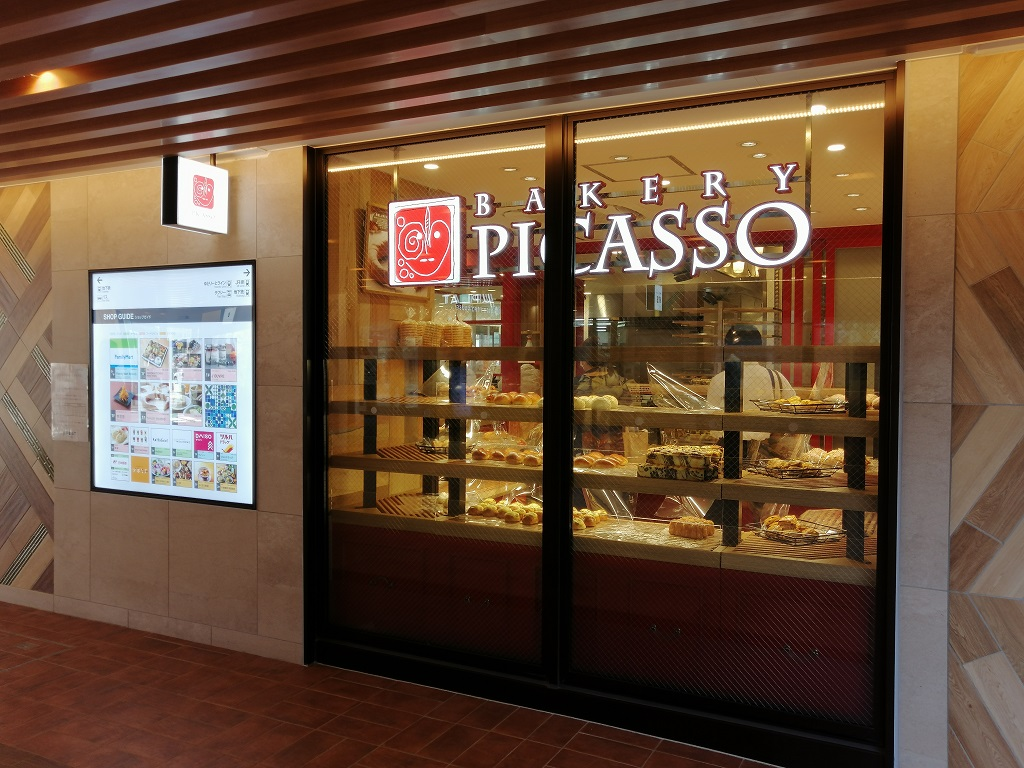
パン屋
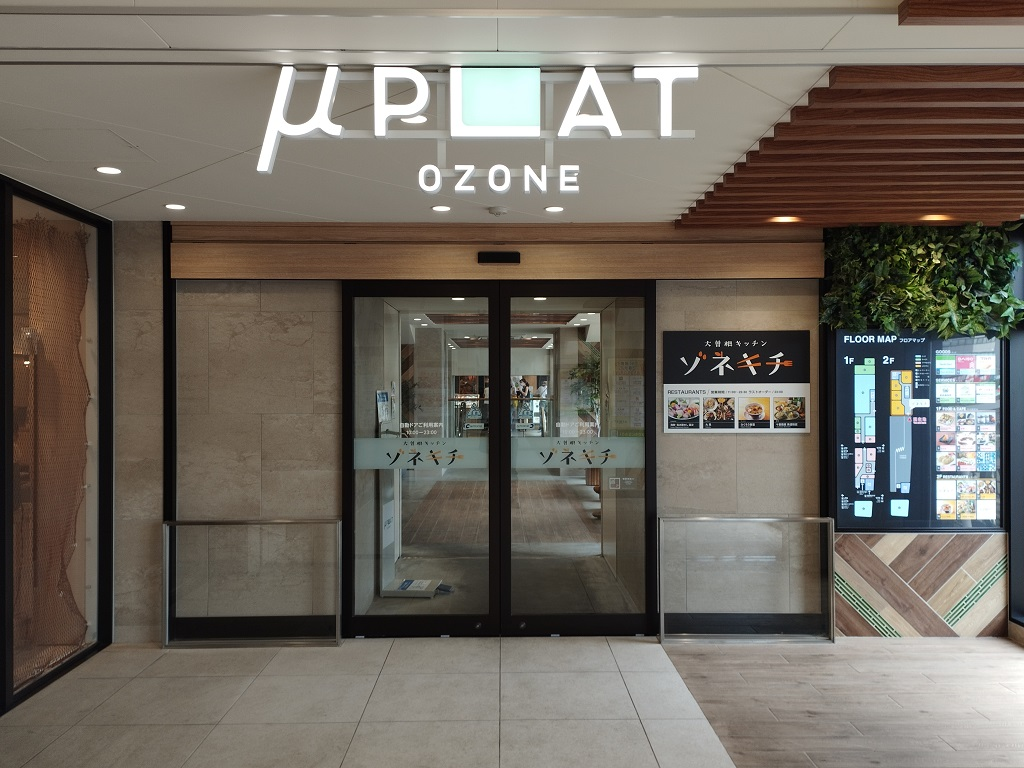
レストラン街

### ミュープラット神宮前
入居テナントは、「パレマルシェ」他7店舗が神宮前駅西口の駅ビルから移転オープンしている。
新型コロナウイルス対策として、各エスカレーターに、ハンドレールに付着した菌を紫外線照射により除去する「ハンドレール除菌装置」を東海地区で初採用している。
改札前の「ファミリーマート」、「スマ本屋」はミュープラットに含まれる。
改札内のテナントはミュープラットに含まれない。

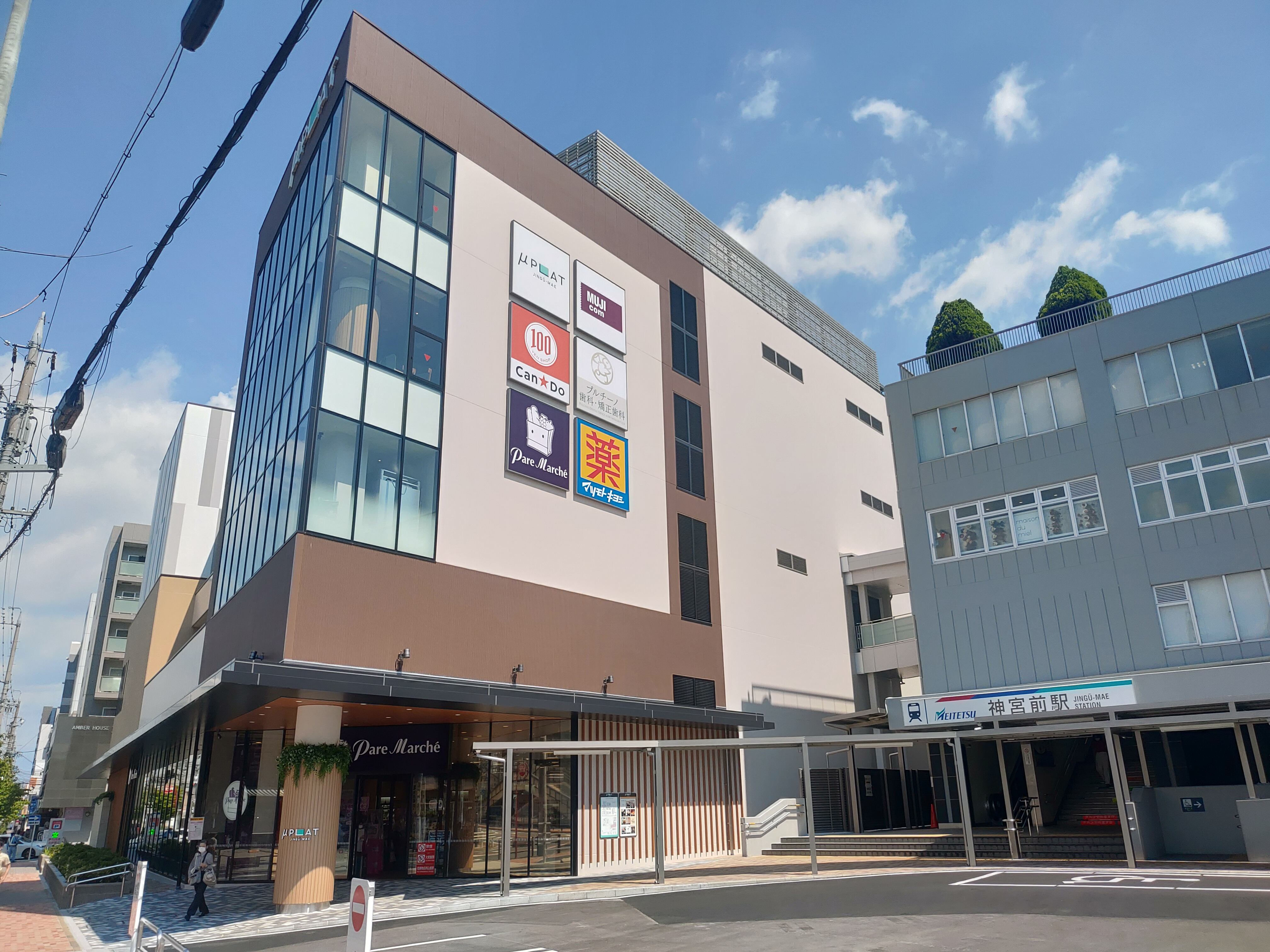
建物外観

### ミュープラット一宮
コンセプトは、 「つむぐ」。名古屋ステーション開発（JR東海グループ）の商業施設「アスティ一宮」と隣接している。
2021年（令和3年）3月16日に第一期オープン。第二期は開業未定。6店舗が入る。

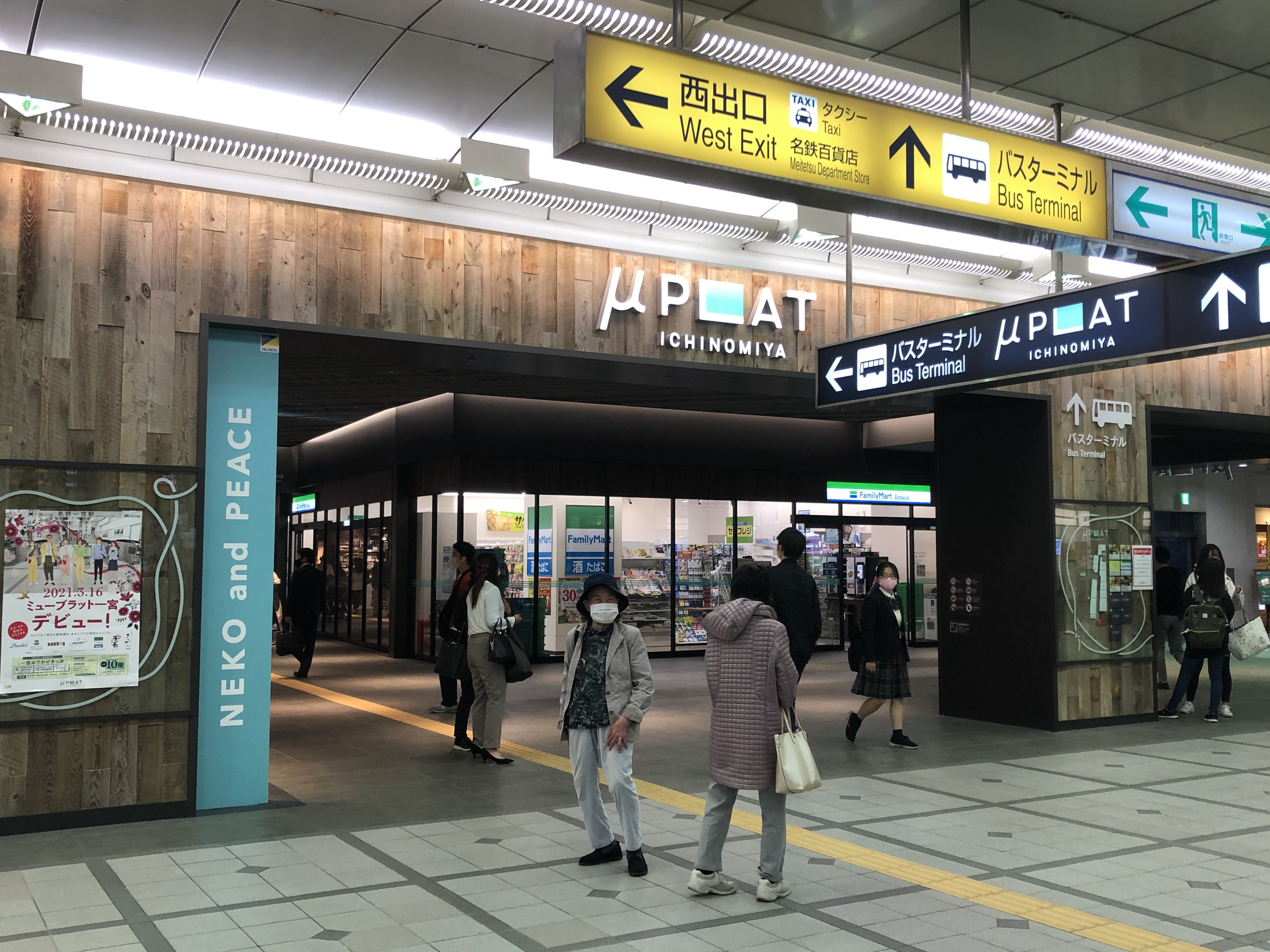
ミュープラット一宮

## その他
- 2024年4月25日に東岡崎駅南口に新たに開業した商業施設「SWING MALL」[11]は、2023年5月15日に名古屋鉄道から発表されたニュースリリース[12]においてはμPLATのロゴが掲げられていたものの、最終的にはμPLATの名称では案内されないこととなった。なお同所についても、施設管理はμPLATと同じく名鉄プロパティマネジメントが行う[13]。